# Mike Wilds
 Mike Wilds  va ser un pilot de curses automobilístiques britànic que va arribar a disputar curses de Fórmula 1.
Va néixer el 7 de gener del 1944 a Chiswick, Londres, Anglaterra.

## A la F1
Mike Wilds va debutar a la desena cursa de la temporada 1974 (la 25a temporada de la història) del campionat del món de la Fórmula 1, disputant el 20 de juliol del 1974 el GP de Gran Bretanya al circuit de Brands Hatch.
Va participar en un total de vuit curses, disputades en tres temporades consecutives (1974 - 1976), no aconseguint finalitzar cap cursa i no assolí cap punt pel campionat del món de pilots.

## Resultats a la Fórmula 1
| Any  | Equip           | Xassís | Motor             | 1       | 2       | 3     | 4   | 5   | 6   | 7   | 8   | 9       | 10      | 11  | 12      | 13      | 14      | 15     | 16  | Posició | Punts |
| ---- | --------------- | ------ | ----------------- | ------- | ------- | ----- | --- | --- | --- | --- | --- | ------- | ------- | --- | ------- | ------- | ------- | ------ | --- | ------- | ----- |
| 1974 | Dempster Racing | March  | Ford              | ARG     | BRA     | SUD   | ESP | BEL | MON | SUE | HOL | FRA     | GBR NVQ | ALE |         |         |         |        |     | -       | 0     |
| 1974 | Team Ensign     | Ensign | Ford Cosworth DFV |         |         |       |     |     |     |     |     |         |         |     | AUT NVQ | ITA NVQ | CAN NVQ | USA NC |     | -       | 0     |
| 1975 | Stanley BRM     | BRM    | BRM               | ARG Ret | BRA Ret | SUD   | ESP | MON | BEL | SUE | HOL | FRA     | GBR     | ALE | AUT     | ITA     | USA     |        |     | -       | 0     |
| 1976 | Team P R Reilly | Shadow | Ford Cosworth DFV | BRA     | SUD     | O.USA | ESP | BEL | MON | SUE | FRA | GBR NVQ | ALE     | AUT | HOL     | ITA     | CAN     | USA    | JPN | -       | 0     |

### Resum
| Curses: | Victòries: | Pòdiums: | Poles: | Voltes ràpides: | Punts: |
| ------- | ---------- | -------- | ------ | --------------- | ------ |
| 8       | 0          | 0        | 0      | 0               | 0      |